# 나로포민스크

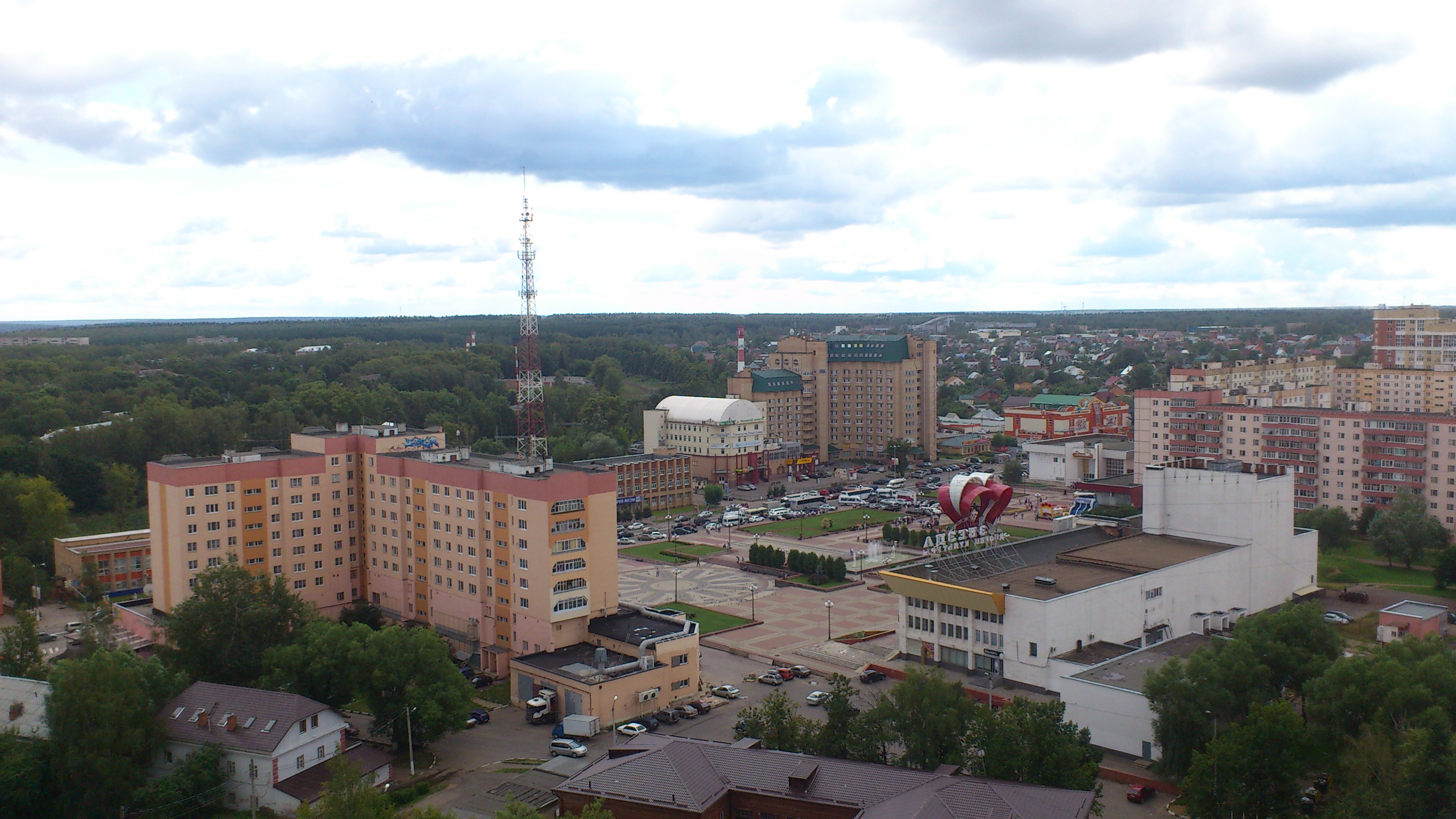

나로포민스크(러시아어: Наро-Фоми́нск)는 모스크바주에 위치한 도시이다. 인구는 약 5만 7100명(2003년)이고, 나라 강 연안에 위치해 있다. 1926년 3개 마을이 합쳐져서 생겨난 도시이다. 제2차 세계 대전 중 독일군에게 점령되어 폐허가 되었다가 재건되었다.